# Wiktor Krotow
Wiktor Wasiljewicz Krotow (ros. Виктор Васильевич Кротов, ur. 16 grudnia?/29 grudnia 1912 w Permie, zm. 3 października 1986 w Moskwie) – minister inżynierii energetycznej ZSRR (1975–1983), Bohater Pracy Socjalistycznej (1982).

## Życiorys
Od 1926 był uczniem ślusarza w fabryce maszyn im. Lenina w Permie, w latach 1929–1933 kształcił się w permskim technikum industrialnym, po czym został majstrem w fabryce, 1934–1936 służył w Armii Czerwonej. Po odbyciu służby wojskowej ponownie pracował w fabryce, gdzie był m.in. mechanikiem, szefem działu, zastępcą szefa i szefem produkcji, a od 1943 zastępcą głównego inżyniera fabryki. Od 1944 członek WKP(b), od 1945 dyrektor fabryki "Daldizel" w Chabarowsku, od 1955 dyrektor fabryki im. Kalinina w Swierdłowsku (Jekaterynburgu), od 1957 zastępca przewodniczącego Swierdłowskiego Sownarchozu. W latach 1958–1963 dyrektor uralskiej fabryki maszyn ciężkich im. Ordżonikidzego, 1963–1965 przewodniczący Środkowouralskiego Sownarchozu, od kwietnia do października 1965 przewodniczący Państwowego Komitetu Budowy Maszyn Ciężkich, Energetycznych i Transportowych przy Gospłanie ZSRR w randze ministra ZSRR. W latach 1965–1966 zastępca, a 1966–1975 I zastępca ministra budowy maszyn ciężkich, energetycznych i transportowych ZSRR, od 28 maja 1975 do 9 grudnia 1983 minister inżynierii energetycznej ZSRR, następnie na emeryturze. W latach 1961–1966 i 1976–1981 zastępca członka KC KPZR. W latach 1981–1986 członek KC KPZR. Deputowany do Rady Najwyższej ZSRR 9. i 10. kadencji. Pochowany na Cmentarzu Trojekurowskim w Moskwie.

## Odznaczenia i nagrody
- Medal Sierp i Młot Bohatera Pracy Socjalistycznej (28 grudnia 1982)
- Order Lenina (trzykrotnie – 9 lipca 1966, 6 września 1976 i 28 grudnia 1982)
- Order Rewolucji Październikowej (25 sierpnia 1971)
- Order Wojny Ojczyźnianej I klasy (28 czerwca 1945)
- Order Czerwonego Sztandaru Pracy (dwukrotnie – 5 stycznia 1944 i 6 marca 1962)
- Order Przyjaźni Narodów (29 grudnia 1973)
- Nagroda Państwowa ZSRR (1969)
- Order „Znak Honoru” (3 stycznia 1944)